# Zdeněk Soušek
Zdeněk Soušek (23. srpna 1925 Bučovice – 27. prosince 2015 Pelhřimov) byl farář Českobratrské církve evangelické a senior Poděbradského seniorátu, hebraista, autor biblických studií, publicista, editor a překladatel.

## Život a dílo
Jako farář působil v letech 1953–1989 v Libici nad Cidlinou; mimoto byl činný v duchovenské službě ve sborech v Kladně, Rakovníku a ve Strměchách.
Patřil do skupiny, která postupně od roku 1961 připravila Český ekumenický překlad Bible. V době studií evangelické teologie navštěvoval přednášky o egyptských a mezopotamských dějinách a klínopisu, hebrejštině a etiopštině na Filosofické fakultě Univerzity Karlovy. Věnoval se archeologii v Libici nad Cidlinou, kde poblíž jeho bydliště probíhaly po řadu let vykopávky slavníkovského hradiska pod vedením prof. Rudolfa Turka a PhDr. Jarmily Princové-Justové.

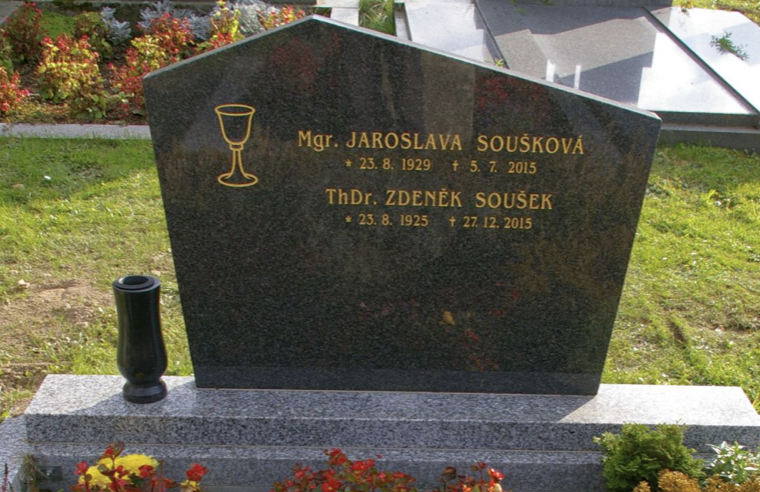
Poslední odpočinek ThDr. Zdeňka Souška ve Strměchách

Ve druhé polovině šedesátých let utajený bytový seminář, který poskytoval tříleté teologické studium pro učitele nedělních škol, pro presbytery (členy staršovstev) a pro
vedoucí biblických hodin pro mladé.

### Dílo (výběr)
- Mikuláš Biskupec z Pelhřimova. In: Vlastivědný sborník Pelhřimovska. 1993, 4, s. 19-26.
- Knihy tajemství a moudrosti: mimobiblické židovské spisy : pseudepigrafy. Vyd. 1. Praha: Vyšehrad, 1995. 381 s.
- Toleranční kostel v Humpolci. In: Vlastivědný sborník Pelhřimovska. 1998, 9, s. 26-31 : il..
- Tomáš Štítný ze Štítného. In: Vlastivědný sborník Pelhřimovska. 1999, 10, s. 90-95 : il..
- Pelhřimovský rodák B. Havel Dřevínek. In: Vlastivědný sborník Pelhřimovska. 2000, 11, s. 66-71.
- Jiří z Poděbrad a Pelhřimov: (k 530. výročí smrti Jiřího z Poděbrad). In: Vlastivědný sborník Pelhřimovska. 2001, 12, s. 114-120 : il..
- Osobnosti Pelhřimovska 14.-16. století. Pelhřimov: Klub přátel historického Pelhřimova, 2005. 40 s.